# Strada trans-africana 1
La strada trans-africana 1 (in inglese Trans-African Highway 1, TAH1), chiamata anche Cairo-Dakar Highway, è un percorso stradale transcontinentale africano della Rete stradale trans-africana. Il progetto è nato dalla cooperazione tra la Commissione economica per l'Africa, la Banca africana di sviluppo e l'Unione africana. La maggior parte del percorso tra Tripoli e Nouakchott è stato costruito sotto la direzione dell'Unione del Maghreb arabo per realizzare la Transmaghrebina.
La TAH1 ha una lunghezza totale di 8.636km, ha origine nella capitale egiziana e termina sulla costa atlantica nella capitale senegalese. La prima parte del percorso segue la costa mediterranea del nordafrica attraversando Egitto, Libia, Tunisia, Algeria e Marocco per poi voltare verso sud lungo la costa atlantica del continente e attraversare il Sahara Occidentale, la Mauritania e la parte settentrionale del Senegal.
Dal 1994 tutti i valichi di frontiera lungo il confine tra l'Algeria e il Marocco sono chiusi creando un'interruzione nel percorso della TAH1.

## Interconnessioni
Nel suo punto di origine ad oriente la TAH1 è collegata alla TAH4 Cairo-Città del Capo, mentre al terminale occidentale si unische alla TAH5 Dakar-N'Djamena e la TAH7 Dakar-Lagos. Lungo il suo percorso hanno origine anche la TAH2 Algeri-Lagos e la  TAH3 Tripoli-Città del Capo con la quale condivide il tratto Tripoli-Sirte.

## Percorso
In grassetto le capitali di stato.
| Nazione            | Strada                         | Località                            |
| ------------------ | ------------------------------ | ----------------------------------- |
| Egitto             | Autostrada del deserto         | Cairo - Alessandria                 |
| Egitto             | Strada nazionale 10            | Alessandria fino al confine         |
| Libia              | Strada nazionale 1             | da confine a confine via Tripoli    |
| Tunisia            | Strada nazionale 1             | dal confine a Ben Gardane           |
| Tunisia            | Autostrada A1                  | Ben Gardane - Tunisi                |
| Tunisia            | Strada nazionale 5             | Tunisi                              |
| Tunisia            | Autostrada A3                  | Tunis - Bou Salem                   |
| Tunisia            | Strada nazionale 17            | Bou Salem fino al confine           |
| Algeria            | Strada nazionale 45            | dal confine ad Annaba               |
| Algeria            | Autostrada A2                  | Annaba - Algeri                     |
| Algeria            | Tangenziale Sud                | Algeri                              |
| Algeria            | Autostrada A1                  | Algeri - Maghnia                    |
| Algeria            | Strada nazionale 7             | Maghnia fino al confine             |
|                    | Confine Algeria-Marocco chiuso |                                     |
| Marocco            | Strada nazionale 6             | dal confine a Oujda                 |
| Marocco            | Autostrada A2                  | Oujda - Rabat                       |
| Marocco            | Autostrada A5                  | Rabat                               |
| Marocco            | Autostrada A1                  | Rabat - Casablanca                  |
| Marocco            | Autostrada A7                  | Casablanca - Agadir                 |
| Marocco            | Strada nazionale 1             | Agadir fino al confine              |
| Sahara Occidentale | Strada nazionale 1             | da confine a confine via El Aaiún   |
| Mauritania         | Strada nazionale 2             | da confine a confine via Nouakchott |
|                    | Traghetto Mauritania-Senegal   | Rosso - Rosso                       |
| Senegal            | Strada nazionale 2             | dal confine a Diamniadio            |
| Senegal            | Autostrada A1                  | Diamniadio - Dakar                  |